# Посольство В'єтнаму в Україні
Посольство Соціалістичної Республіки В'єтнам у Києві — офіційне дипломатичне представництво В'єтнаму в Україні, відповідає за розвиток та підтримання відносин між В'єтнамом та Україною.

## Історія посольства
Після проголошення незалежності Україною 24 серпня 1991 року В'єтнам визнав Україну 27 грудня 1991 року. 23 січня 1992 року між Україною та В'єтнамом було встановлено дипломатичні відносини.. Посольство розміщувалося по вулиці Лєскова, 5, згодом переїхало в будівлю по вулиці Товарна, 51А.
Активно співпрацює з в'єтнамським земляцтвом в Україні та Товариством "Україна - В'єтнам" (м.Київ).

## Посли В'єтнаму в Україні
1. Чіонг Тунг (1993–1997)
2. Доан Дик (1997–2002)
3. Ву Зіонг Хуан (2002–2007)
4. Нгуєн Ван Тхань (2007–2009)
5. Хо Дак Мінь Нгуєт (2009-2013)
6. Нгуєн Мінь Чі (2014[2][3]-2017)
7. Нгуєн Ань Туан (2017[4]-2020)[5]
8. Нгуєн Хонг Тхакь (2020-2025)
9. Фам Хай (2025-)

## Генеральні консули В'єтнаму в Одесі
1. Фіонг Ван Тхюй (1990)